# 荷清园公园
荷清园公园 是一处位于北京市海淀区万泉河畔的社区公园，是北京市精品公园。

## 建设过程
荷清园公园最初为圆明园一角，圆明园荒废后演变为海淀乡西苑村西大石桥自然村，后变成荒地。荷清园公园一期与2014年3月开工，同年10月建成。荷清园公园二期于2018年8月开工，于2019年6月19日建成并对外开放。

## 地理位置
荷清园公园地处海淀区青龙桥街道、清华园街道交界处，南与清华大学荷清苑小区以荷清路相隔，向西毗邻圆明园，西北侧为褐石园小区、北京体育大学颐清园小区、清华志清中学，北邻清河与北五环箭亭桥，东北角和东升八家郊野公园以北京地铁13号线、京张城际铁路、京新高速公路相隔，东临万泉河，东南角为万泉河上的大石桥。其中，荷清园公园一期绿化总面积达7.9万平方米，为一块五边形绿地，位于公园北侧；荷清园公园二期面积5.6万平方米，为一块三角形绿地，位于公园南侧，一期与二期之间以万泉河支流圆明园退水明渠相隔。

## 公园设施
荷清园公园由海淀区园林绿化局管理，由海淀区公园管理中心按照北京市养护标准委托承包公司进行养护。荷清园公园是北京的义务植树点，同时也是海淀区禁止放风筝和小型飞行器的19个区属免费公园之一。2016年，荷清园公园被评为北京市第十三批精品公园。
荷清园公园以山水地形围合不同空间、以植物为主体，在基本保留原有树木的基础上建成了全长1.6公里的社区级绿道荷清园绿道，打造了一公里的健身步道。荷清园公园一期共栽植常绿乔木两千余棵、落叶乔木两千余棵、花灌木与宿根花卉数万株、草坪4.2万平方米，中央高处设有景观亭，设有公共卫生间一个，东南、西南、北侧三个出入口，其中东南出口外架有桥梁连通荷清园公园二期。荷清园公园二期东北侧设有荷花池，融入了亭台楼榭、白墙灰瓦等古典园林要素，中部设有篮球场与无障碍卫生间，公园内回形无台阶坡道等无障碍设施，设有八个出入口，其中两个带有入口广场的较大入口于2020年增设无障碍通道。

## 未来发展
2022年北京冬奥会结束后，位于海淀区五塔寺路上的吉祥物计划移至荷清园公园二期。
预计2022年开工的回龙观至上地自行车专用路南延伸一期工程，将从清河方向沿地铁13号线西侧到达荷清园公园北侧，串行荷清园公园绿道，然后于13号线南侧架设桥梁通过万泉河，沿河铺设，最后于大石桥东侧连通荷清路。
海淀区规划到2025年，利用荷清园公园配套用房建设一处自然教育驿站，定期开展面向社会的自然教育科普活动，实现基于日常游憩的公众生态文化自传播。在《海淀分区规划（国土空间规划）（2017年-2035年）》中，荷清园公园的规划定位为郊野公园、林草保护区、重要滨水地区，被纳入三山五园历史人文风貌区。